# كيفن فوثرينغهام
كيفن فوثرينغهام (بالإنجليزية: Kevin Fotheringham)‏ هو لاعب كرة قدم بريطاني في مركز الدفاع، ولد في 13 أغسطس 1975 في دنفيرملين في المملكة المتحدة. لعب مع ريث روفرز وسانت جونستون ونادي اربوراث ونادي إيست فيف ونادي بريتشين سيتي ونادي روس كاونتي ونادي كلايد وهاميلتون أكاديميكال.

## وصلات خارجية
- كيفن فوثرينغهام على موقع قاعدة بيانات كرة القدم.إي يو (الإنجليزية)
- كيفن فوثرينغهام على موقع Soccerbase.com (لاعب) (الإنجليزية)